# Pxenítxne (Nijniohirski)
|  | Per a altres significats, vegeu «Pxenítxne». |

Pxenítxne (en (ucraïnès): Пшеничне, en rus: Пшеничное, Pxenítxnoie) és un poble de la República Autònoma de Crimea a Ucraïna, que el 2014 tenia 868 habitants. Pertany al districte de Nijniohirski. Fins al 1948 la vila es deia Oktiabrdorf.